# آقاخان دوم
آقا علی‌شاه بعدها آقاخان دوم (۱۸۸۵-۱۸۳۰ م) ۴۷امین امام نزاریه بود. او پس از مرگ پدرش آقاخان اول در سال ۱۸۸۱ میلادی به امامت اسماعیلیه رسید و تا زمان مرگ خود در ۱۸۸۵میلادی امامت کرد. او در هند از یک زندگی ایرانی- ملوک‌الطوایفی برخوردار بود.

## آقاخان دوم و توجه به آموزش و پرورش
مدت امامت آقاخان دوم هرچند کوتا بود ولی او میراث ارزشمندی از خود برای طرح نوین و توجه به آموزش و پرورش برای پیروان خود برجای گذاشت. او با تاکید بر اینکه که آموزش یک اصل اساسی در اسلام است و تداوم میراث نیاکانش به خصوص خلفای فاطمی مصر، اقدام به ایجاد مکاتب و مدرسه‌ها کرد. 

## فعالیت‌های عمومی
آقاعلی شاه روابط صمیمانه ای را که پدرش با انگلیسی ها ایجاد کرده بود حفظ کرد و در زمانی که بارون ششم سر جیمز فرگوسن فرماندار بمبئی بود به شورای قانونگذاری بمبئی منصوب شد. "نامزدی در شورا در آن روزها یک تمایز نادر بود که فقط به شخصیتهای با توانایی های برجسته و موقعیت اجتماعی بالا اعطا می شد."
هنگامی که به دلیل این واقعیت که برخی از پیروان او در هند بخشی از قوانین اسلامی و بخشی دیگر توسط قوانین هندو اداره می شدند، سردرگمی به وجود آمد، او در سال 1874 به عضویت کمیسیونی منصوب شد که برای ارائه پیشنهادهایی برای اصلاح قانون تشکیل شده بود.

## ارتباط با جهان اسماعیلی
برای امامان اسماعیلی داشتن ارتباط با پیروانش که در سراسر جهان گسترده است همیش با چالشها و متاثر از احوال و اوضاع محلی آنها بوده است. آقاخان دوم با روابطی که امپراتوری بریتانیا داشت توانست ارتباط خود را با پیروانش که در خارج از شبه قاره هند و دیگر کشورهای آسیاه و آفریقا زندگی می کردند، به ویژه آنهایی که در نواحی اکسوس علیا، برمه، و آفریقای شرقی زندگی می کردند، افزایش دهد. او به خاطر کار خود به رسمیت شناخته شد که "وظایف مسئولانه و طاقت فرسای خود را به نحوی انجام داده که تحسین و تایید جامعه را برانگیخته است."
در زمان امامت او پیروانش از کشورهای دور دست به هند رفت و آمد می‌کردند و این ارتباط مستقیم اسماعیلیان با امام‌زمان شان سبب تحول بنیادی در زندگی آن‌ها در قرن‌های بعدی گردید. 

## جانشین
پس از درگذشت آقاخان دوم فرزندش، سلطان محمدشاه، که در آن زمان هشت ساله بود به امامت اسماعیلیان رسید و لقب شاهزاده و آقاخان سوم را میراث گرفت و هفتاد و دو سال امامت کرد. 